# Sport Club Fortuna Köln 2020-2021
Questa voce raccoglie le informazioni riguardanti il Sport Club Fortuna Köln nelle competizioni ufficiali della stagione 2020-2021.

## Stagione
Nella stagione 2020-2021 il Fortuna Colonia, allenato da Alexander Ende, concluse il campionato di Regionalliga ovest al 4º posto.

## Rosa
| N. |                                 | Ruolo | Calciatore         |
| -- | ------------------------------- | ----- | ------------------ |
| 1  | Germania (bandiera)             | P     | Kevin Rauhut       |
| 2  | Irlanda (bandiera)              | D     | Noe Baba           |
| 3  | Germania (bandiera)             | C     | Yoschua Grazina    |
| 4  | Germania (bandiera)             | D     | Dennis Dahmen      |
| 5  | Germania (bandiera)             | D     | Jan-Luca Rumpf     |
| 8  | Germania (bandiera)             | C     | Dennis Brock       |
| 8  | Germania (bandiera)             | C     | Daniel Lingen      |
| 9  | Germania (bandiera)             | A     | Roman Prokoph      |
| 10 | Bosnia ed Erzegovina (bandiera) | C     | Hamza Salman       |
| 11 | Nigeria (bandiera)              | A     | Francis Ubabuike   |
| 12 | Germania (bandiera)             | P     | Tom Geßner         |
| 12 | Bulgaria (bandiera)             | P     | Martin Velichkov   |
| 13 | Germania (bandiera)             | C     | Nicolas Westerhoff |
| 13 | Giappone (bandiera)             | A     | Riki Isobe         |
| 14 | Germania (bandiera)             | A     | Mike Owusu         |

| N. |                          | Ruolo | Calciatore             |
| -- | ------------------------ | ----- | ---------------------- |
| 15 | Germania (bandiera)      | C     | Kai Försterling        |
| 17 | Germania (bandiera)      | D     | Dan-Patrick Poggenberg |
| 19 | Turchia (bandiera)       | C     | Batuhan Özden          |
| 20 | Germania (bandiera)      | D     | Pascal Itter           |
| 21 | Germania (bandiera)      | A     | Suheyel Najar          |
| 22 | Corea del Sud (bandiera) | A     | Gi-hun Kim             |
| 25 | Germania (bandiera)      | C     | Timo Hölscher          |
| 27 | Germania (bandiera)      | D     | Nico Ochojski          |
| 29 | Togo (bandiera)          | D     | Jean-Marie Nadjombe    |
| 30 | Germania (bandiera)      | D     | Jannik Löhden          |
| 31 | Germania (bandiera)      | C     | Nico Brandenburger     |
| 33 | Germania (bandiera)      | P     | Robin Schoch           |
| 33 | Germania (bandiera)      | P     | Paul Schünemann        |
| 36 | Germania (bandiera)      | D     | Dominik Lanius         |
| 39 | Germania (bandiera)      | C     | Maik Kegel             |

## Organigramma societario
Area tecnica
- Allenatore: Alexander Ende
- Allenatore in seconda: Zlatko Muhović
- Preparatore dei portieri:
- Preparatori atletici:
- Analisi video:

## Calciomercato

### Sessione estiva
| Acquisti | Acquisti               | Acquisti            | Acquisti |
| R.       | Nome                   | da                  | Modalità |
| -------- | ---------------------- | ------------------- | -------- |
| D        | Jan-Luca Rumpf         | Paderborn           |          |
| D        | Dennis Dahmen          | Colonia U19         |          |
| A        | Julian Günther-Schmidt | Carl Zeiss Jena     |          |
| D        | Dan-Patrick Poggenberg | Sonnenhof G.        |          |
| C        | Nico Brandenburger     | Preußen Münster     |          |
| C        | Yoschua Grazina        | Blau-Weiß Friesdorf |          |
| D        | Jannik Löhden          | RW Oberhausen       |          |
| D        | Jean-Marie Nadjombe    | Fortuna Colonia U19 |          |
| C        | Batuhan Özden          | Colonia U19         |          |
| P        | Robin Schoch           | Duisburg U19        |          |
| A        | Francis Ubabuike       | RW Oberhausen       |          |

| Cessioni | Cessioni           | Cessioni          | Cessioni |
| R.       | Nome               | a                 | Modalità |
| -------- | ------------------ | ----------------- | -------- |
| C        | Nedim Pepic        | RW Oberhausen     |          |
| D        | Lionel Salla       | Rot-Weiß Coblenza |          |
| A        | Serhat-Semih Güler | Meuselwitz        |          |
| C        | Jannes Hoffmann    | Kaan-Marienborn   |          |
| A        | Felix Neuhäuser    | Kaan-Marienborn   |          |
| A        | Georgios Touloupis | Bonner            |          |

### Sessione invernale
| Acquisti | Acquisti       | Acquisti         | Acquisti |
| R.       | Nome           | da               | Modalità |
| -------- | -------------- | ---------------- | -------- |
| D        | Dominik Lanius | Viktoria Colonia |          |

| Cessioni | Cessioni               | Cessioni             | Cessioni |
| R.       | Nome                   | a                    | Modalità |
| -------- | ---------------------- | -------------------- | -------- |
| A        | Kelly Lunga            | Bergisch Gladbach    |          |
| D        | Franko Uzelac          | Alemannia Aquisgrana |          |
| C        | Lars Bender            | Wuppertal            |          |
| A        | Julian Günther-Schmidt | Saarbrücken          |          |

## Risultati

### Regionalliga ovest

#### Girone di andata
| Arbitro: | Arlt |

|  |           |                        |
|  | Marcatori | 54’ Prokoph 69’ Salman |

| Arbitro: | Engelmann |

|                                          |           |  |
| Owusu 24’ Uzelac 45’ (rig.) Ubabuike 86’ | Marcatori |  |

| Arbitro: | Weller |

|           |           |                                  |
| Harouz 5’ | Marcatori | 58’ Bender 73’ Löhden 84’ Salman |

| Arbitro: | Koj |

|                                 |           |                       |
| Löhden 45’ Salman 70’ Owusu 75’ | Marcatori | 13’ Königs 71’ Ametov |

| Arbitro: | Dardenne |

|  |           |             |
|  | Marcatori | 31’ Prokoph |

| Arbitro: | Maibaum |

|            |           |            |
| Salman 59’ | Marcatori | 79’ Geimer |

| Arbitro: | Gottschalk |

|            |           |  |
| Plautz 61’ | Marcatori |  |

| Arbitro: | Bramkamp |

|                   |           |               |
| Brandenburger 50’ | Marcatori | 18’ Engelmann |

| Arbitro: | Lautz |

|                                              |           |                                                             |
| Beckhoff 6’, 32’ Lohmar 20’ (rig.) Maier 53’ | Marcatori | 8’, 16’ (rig.) Günther-Schmidt 25’ Owusu 85’ (rig.) Prokoph |

| Arbitro: | Koj |

|                                                         |           |            |
| Prokoph 40’ Ubabuike 45’ Salman 63’ Günther-Schmidt 87’ | Marcatori | 29’ Gençal |

| 24 ottobre 2020 11ª giornata |  | – turno di riposo |  |  |

| Arbitro: | Goldmann |

|            |           |                             |
| Uzelac 70’ | Marcatori | 18’ (rig.) Bakir 37’ Raschl |

| Arbitro: | Habibi |

|  |           |                                    |
|  | Marcatori | 7’ Prokoph 67’ Ubabuike 70’ Salman |

| Arbitro: | Delfs |

|                        |           |                       |
| Schubert 55’ Arenz 75’ | Marcatori | 7’ Salman 31’ Prokoph |

| Arbitro: | Fuchs |

|                         |           |                                |
| Meuer 14’, 21’ Fink 85’ | Marcatori | 40’ Prokoph 87’ (aut.) Siebert |

| Arbitro: | Gansloweit |

|                        |           |                         |
| Salman 12’ Prokoph 90’ | Marcatori | 74’ Fehr 77’ Brauweiler |

| Arbitro: | Windeln |

|                          |           |  |
| Prokoph 20’ Ubabuike 83’ | Marcatori |  |

| Mönchengladbach 28 novembre 2020, ore 14:00 CET 18ª giornata | Borussia M'gladbach II | 0 – 0 referto | Fortuna Colonia | Grenzlandstadion (0 spett.)\| Arbitro: \| Koj \| |
| Arbitro:                                                     | Koj                    |               |                 |                                                  |

| Arbitro: | Bramkamp |

|                     |           |  |
| Günther-Schmidt 76’ | Marcatori |  |

| Arbitro: | Arlt |

|            |           |           |
| Candan 88’ | Marcatori | 63’ Owusu |

| Arbitro: | Steffens |

|                                    |           |                   |
| Günther-Schmidt 11’, 83’ Owusu 88’ | Marcatori | 36’, 37’ Simakala |

#### Girone di ritorno
| Arbitro: | Aarts |

|                                  |           |  |
| Salman 47’ Prokoph 51’ Najar 80’ | Marcatori |  |

| Arbitro: | Schäfer |

|  |           |                     |
|  | Marcatori | 8’ Lanius 49’ Rumpf |

| Colonia 23 febbraio 2021, ore 19:30 CET 24ª giornata | Fortuna Colonia | 0 – 0 referto | Homberg | Südstadion (0 spett.)\| Arbitro: \| Engelmann \| |
| Arbitro:                                             | Engelmann       |               |         |                                                  |

| Arbitro: | Schuh |

|                      |           |  |
| Königs 45’ Šarić 75’ | Marcatori |  |

| Arbitro: | Windeln |

|                        |           |                                     |
| Owusu 25’ Ubabuike 55’ | Marcatori | 9’ (aut.) Itter 81’ Batarilo-Cerdic |

| Arbitro: | Holz |

|             |           |                          |
| Schmitt 67’ | Marcatori | 25’ Ochojski 45’ Prokoph |

| Arbitro: | Ernst |

|                |           |                     |
| Najar 18’, 72’ | Marcatori | 64’ Demaj 89’ Menke |

| Arbitro: | Lautz |

|                         |           |  |
| Kefkir 59’ Backszat 83’ | Marcatori |  |

| Arbitro: | Domnick |

|  |           |                      |
|  | Marcatori | 51’ Pudel 74’ Tabaku |

| Arbitro: | Koj |

|           |           |                           |
| Güler 60’ | Marcatori | 26’ Ubabuike 42’ Ochojski |

| 27 marzo 2021 32ª giornata |  | – turno di riposo |  |  |

| Arbitro: | Severins |

|            |           |  |
| Tigges 50’ | Marcatori |  |

| Arbitro: | Delfs |

|            |           |              |
| Prokoph 7’ | Marcatori | 18’ Holldack |

| Arbitro: | Ulankiewicz |

|            |           |  |
| Löhden 40’ | Marcatori |  |

| Arbitro: | Aarts |

|                          |           |  |
| Prokoph 10’ Ochojski 73’ | Marcatori |  |

| Arbitro: | Benkhoff |

|             |           |                                    |
| Passage 22’ | Marcatori | 29’ Salman 79’, 90’ (rig.) Prokoph |

| Arbitro: | Scheer |

|                                 |           |                     |
| Schauerte 19’ Borgmann 41’, 78’ | Marcatori | 2’ (aut.) Schauerte |

| Arbitro: | Schütter |

|  |           |            |
|  | Marcatori | 16’ Scally |

| Arbitro: | Schäfer |

|            |           |           |
| Terada 13’ | Marcatori | 79’ Owusu |

| Arbitro: | Gansloweit |

|                                        |           |          |
| Salman 10’, 23’ Rumpf 59’ Ubabuike 73’ | Marcatori | 79’ Ceka |

| Arbitro: | Koj |

|                                                     |           |            |
| Kurzen 16’, 55’ Derflinger 40’ (rig.) Flottmann 72’ | Marcatori | 64’ Salman |

## Statistiche

### Statistiche di squadra
| Competizione | Punti | In casa | In casa | In casa | In casa | In casa | In casa | In trasferta | In trasferta | In trasferta | In trasferta | In trasferta | In trasferta | Totale | Totale | Totale | Totale | Totale | Totale | DR  |
| Competizione | Punti | G       | V       | N       | P       | Gf      | Gs      | G            | V            | N            | P            | Gf           | Gs           | G      | V      | N      | P      | Gf     | Gs     | DR  |
| ------------ | ----- | ------- | ------- | ------- | ------- | ------- | ------- | ------------ | ------------ | ------------ | ------------ | ------------ | ------------ | ------ | ------ | ------ | ------ | ------ | ------ | --- |
| Regionalliga | 66    | 20      | 10      | 7       | 3       | 36      | 20      | 20           | 8            | 5            | 7            | 30           | 28           | 40     | 18     | 12     | 10     | 66     | 48     | +18 |
| Totale       | 66    | 20      | 10      | 7       | 3       | 36      | 20      | 20           | 8            | 5            | 7            | 30           | 28           | 40     | 18     | 12     | 10     | 66     | 48     | +18 |

### Andamento in campionato
| Giornata  | 1 | 2 | 3 | 4 | 5 | 6 | 7 | 8 | 9 | 10 | 11 | 12 | 13 | 14 | 15 | 16 | 17 | 18 | 19 | 20 | 21 | 22 | 23 | 24 | 25 | 26 | 27 | 28 | 29 | 30 | 31 | 32 | 33 | 34 | 35 | 36 | 37 | 38 | 39 | 40 | 41 | 42 |
| --------- | - | - | - | - | - | - | - | - | - | -- | -- | -- | -- | -- | -- | -- | -- | -- | -- | -- | -- | -- | -- | -- | -- | -- | -- | -- | -- | -- | -- | -- | -- | -- | -- | -- | -- | -- | -- | -- | -- | -- |
| Luogo     | T | C | T | C | T | C | T | C | T | C  |    | C  | T  | T  | T  | C  | C  | T  | C  | T  | C  | C  | T  | C  | T  | C  | T  | C  | T  | C  | T  |    | T  | C  | C  | C  | T  | T  | C  | T  | C  | T  |
| Risultato | V | V | V | V | V | N | P | N | N | V  |    | P  | V  | N  | P  | N  | V  | N  | V  | N  | V  | V  | V  | N  | P  | N  | V  | N  | P  | P  | V  |    | P  | N  | V  | V  | V  | P  | P  | N  | V  | P  |
| Posizione | 1 | 1 | 1 | 1 | 1 | 1 | 1 | 2 | 3 | 2  | 4  | 5  | 4  | 5  | 5  | 5  | 5  | 5  | 3  | 3  | 3  | 3  | 3  | 3  | 4  | 4  | 4  | 4  | 5  | 5  | 5  | 5  | 5  | 5  | 4  | 4  | 4  | 4  | 4  | 4  | 4  | 4  |

Legenda:

Luogo: C = Casa; T = Trasferta. Risultato: V = Vittoria; N = Pareggio; P = Sconfitta.

### Statistiche dei giocatori
| N. Baba            | 9  | 0  | 2  | 0 |
| L. Bender          | 11 | 1  | 0  | 0 |
| N. Brandenburger   | 34 | 1  | 9  | 0 |
| D. Brock           | 4  | 0  | 0  | 0 |
| D. Dahmen          | 1  | 0  | 0  | 0 |
| K. Försterling     | 12 | 0  | 2  | 0 |
| T. Geßner          | 0  | 0  | 0  | 0 |
| Y. Grazina         | 1  | 0  | 0  | 0 |
| J. Günther-Schmidt | 20 | 6  | 4  | 0 |
| T. Hölscher        | 37 | 0  | 4  | 0 |
| R. Isobe           | 1  | 0  | 0  | 0 |
| P. Itter           | 16 | 0  | 3  | 0 |
| M. Kegel           | 23 | 0  | 1  | 0 |
| G. Kim             | 0  | 0  | 0  | 0 |
| D. Lanius          | 14 | 1  | 1  | 0 |
| D. Lingen          | 0  | 0  | 0  | 0 |
| K. Lunga           | 1  | 0  | 0  | 0 |
| J. Löhden          | 37 | 3  | 14 | 0 |
| J. Nadjombe        | 18 | 0  | 0  | 0 |
| S. Najar           | 22 | 3  | 3  | 0 |
| N. Ochojski        | 39 | 3  | 7  | 0 |
| M. Owusu           | 39 | 7  | 0  | 0 |
| D. Poggenberg      | 30 | 0  | 1  | 1 |
| R. Prokoph         | 33 | 15 | 1  | 0 |
| K. Rauhut          | 35 | 0  | 4  | 1 |
| J. Rumpf           | 35 | 2  | 6  | 0 |
| H. Salman          | 38 | 13 | 5  | 0 |
| R. Schoch          | 0  | 0  | 0  | 0 |
| P. Schünemann      | 5  | 0  | 0  | 0 |
| F. Ubabuike        | 39 | 7  | 4  | 0 |
| F. Uzelac          | 18 | 2  | 4  | 0 |
| M. Velichkov       | 3  | 0  | 0  | 0 |
| N. Westerhoff      | 0  | 0  | 0  | 0 |
| B. Özden           | 17 | 0  | 1  | 0 |